# Domingo del Camino

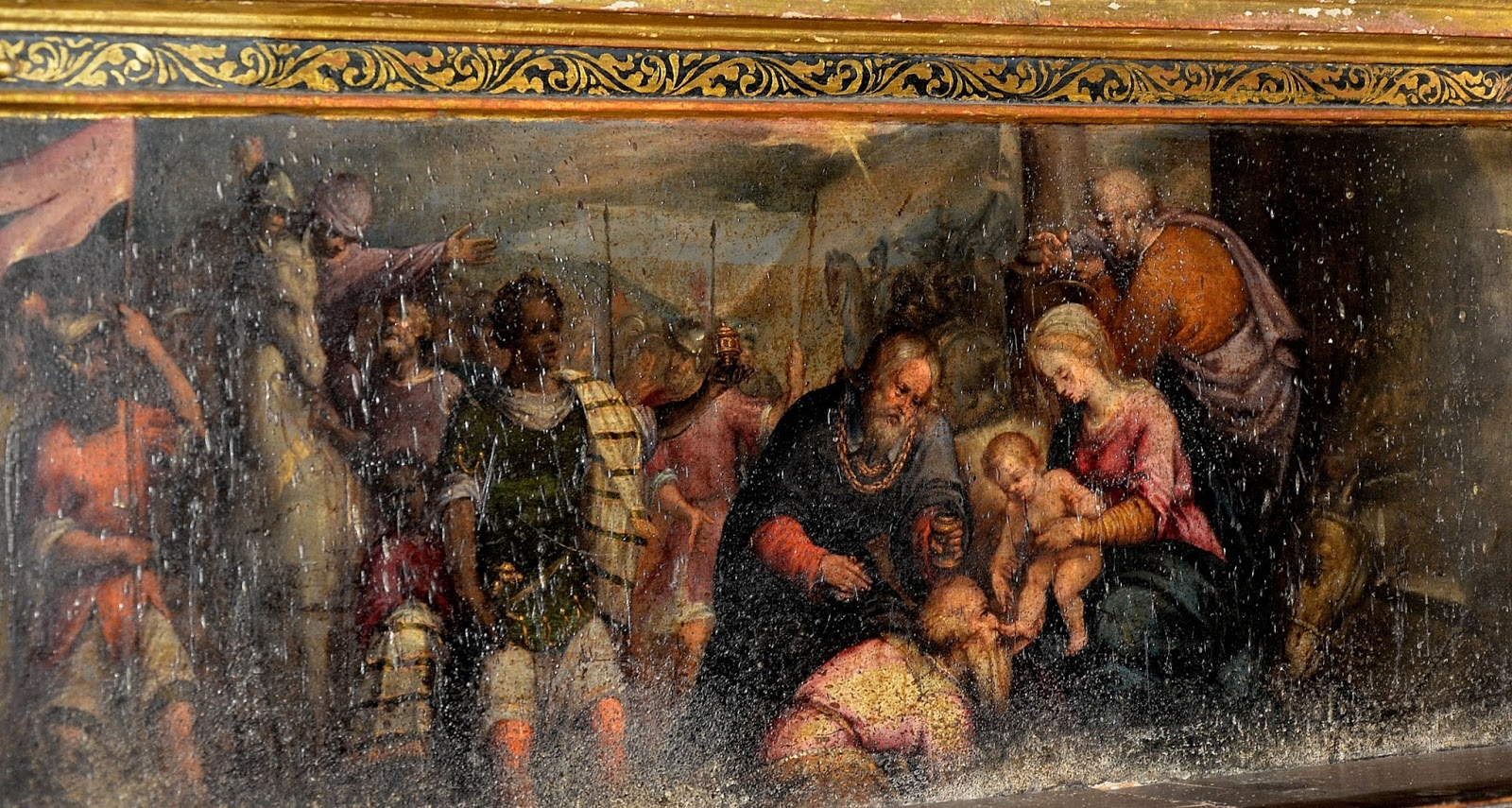
Adoración de los Magos, 1612, banco del retablo de la capilla de los Mártires, Colegiata de Santa María, Borja (Zaragoza).

Domingo del Camino (Zaragoza, 1571 - 1615) fue un pintor manierista español.

## Biografía
Jusepe Martínez hizo mención de él junto con Antonio Galcerán como discípulos o seguidores del pintor flamenco Pablo Esquert, llamado a Zaragoza por el duque de Villahermosa. Aunque, tratándolo con cierto distanciamiento, decía Jusepe Martínez que no alcanzó al maestro pues por el mucho amor propio que se tenía y habiendo hecho algunas obras estimables, le faltó el estudio. Señalaba también Martínez que esa falta no le había impedido tratarse honoríficamente y «dejar a sus deudos con qué vivir», lo que parece confirmado por su testamento, fechado en 1615, en el que dejaba por única heredera a su hermana y por usufructuaria de todos sus bienes mientras viviese a su esposa, Beatriz Bueno, con la que no había tenido hijos. Falleció el 2 de octubre de 1615 y fue enterrado en sepultura propia que tenía en la iglesia del Hospital de Nuestra Señora de Gracia.
Consta que residía en el Coso, donde estableció su taller hacia 1600, y que en 1602 pintó las perdidas puertas del retablo mayor de la catedral de Barbastro, para la que poco después, hacia 1605, pintó dos cuadros grandes de Santa Isabel y de la Huida a Egipto, in situ, a la vez que se ocupaba en trabajos menores de dorado y enlucido. También le corresponden una Santa Ana en la capilla de los Salazares de la iglesia de San Miguel de los Navarros de Zaragoza, de la que era feligrés, y las pinturas del banco además del policromado del retablo de la capilla de los Mártires en la Colegiata de Santa María de Borja.